# Euphorbia neococcinea
Euphorbia neococcinea là một loài thực vật có hoa trong họ Đại kích. Loài này được Bruyns mô tả khoa học đầu tiên năm 2006.

## Hình ảnh

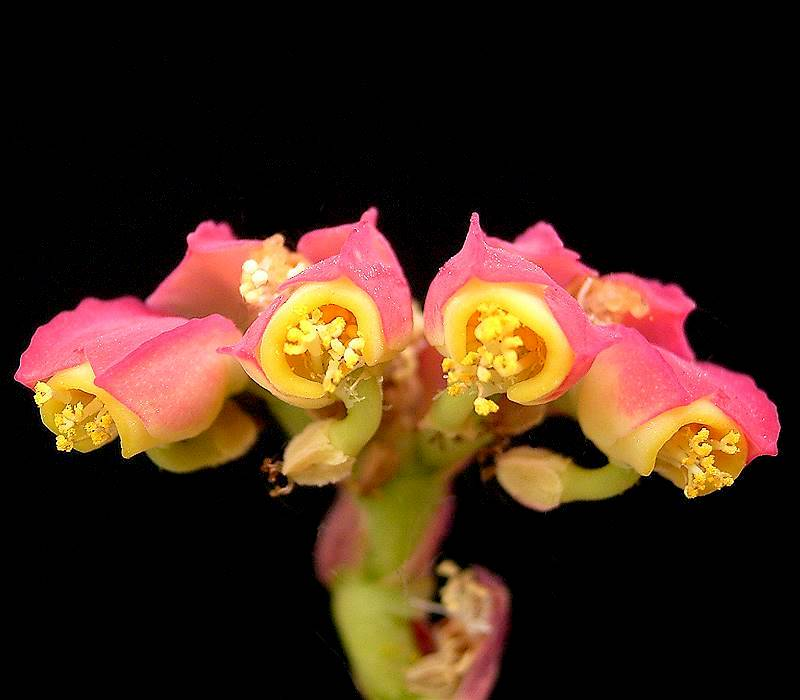
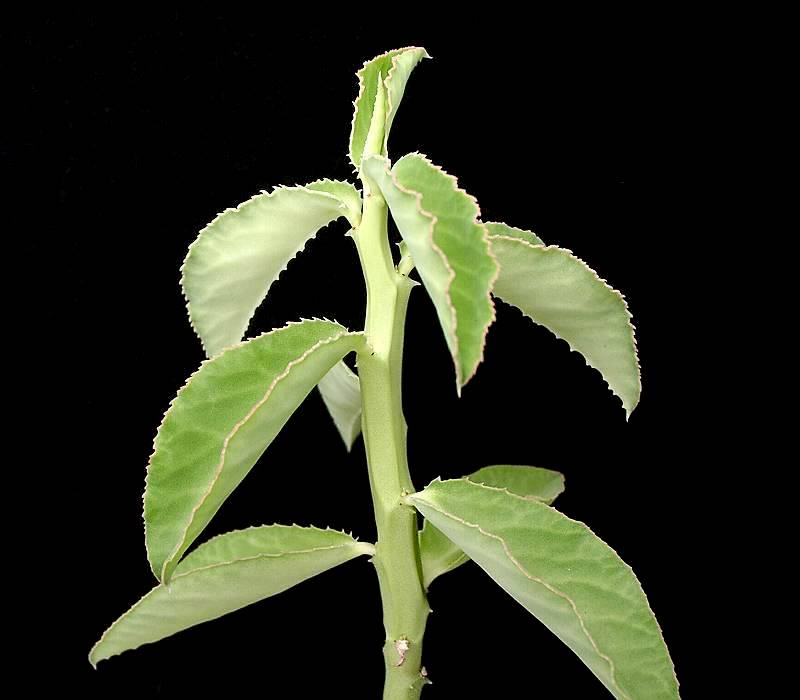
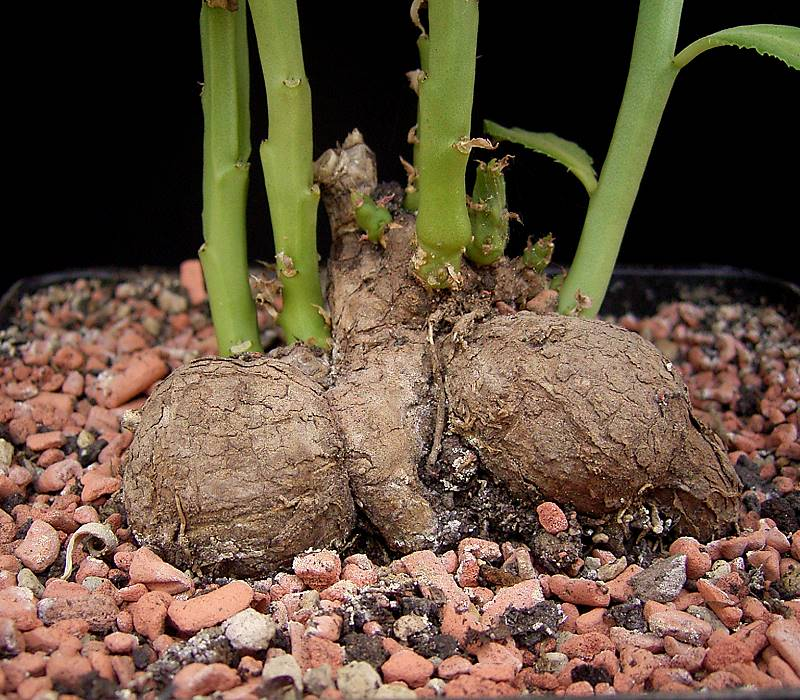
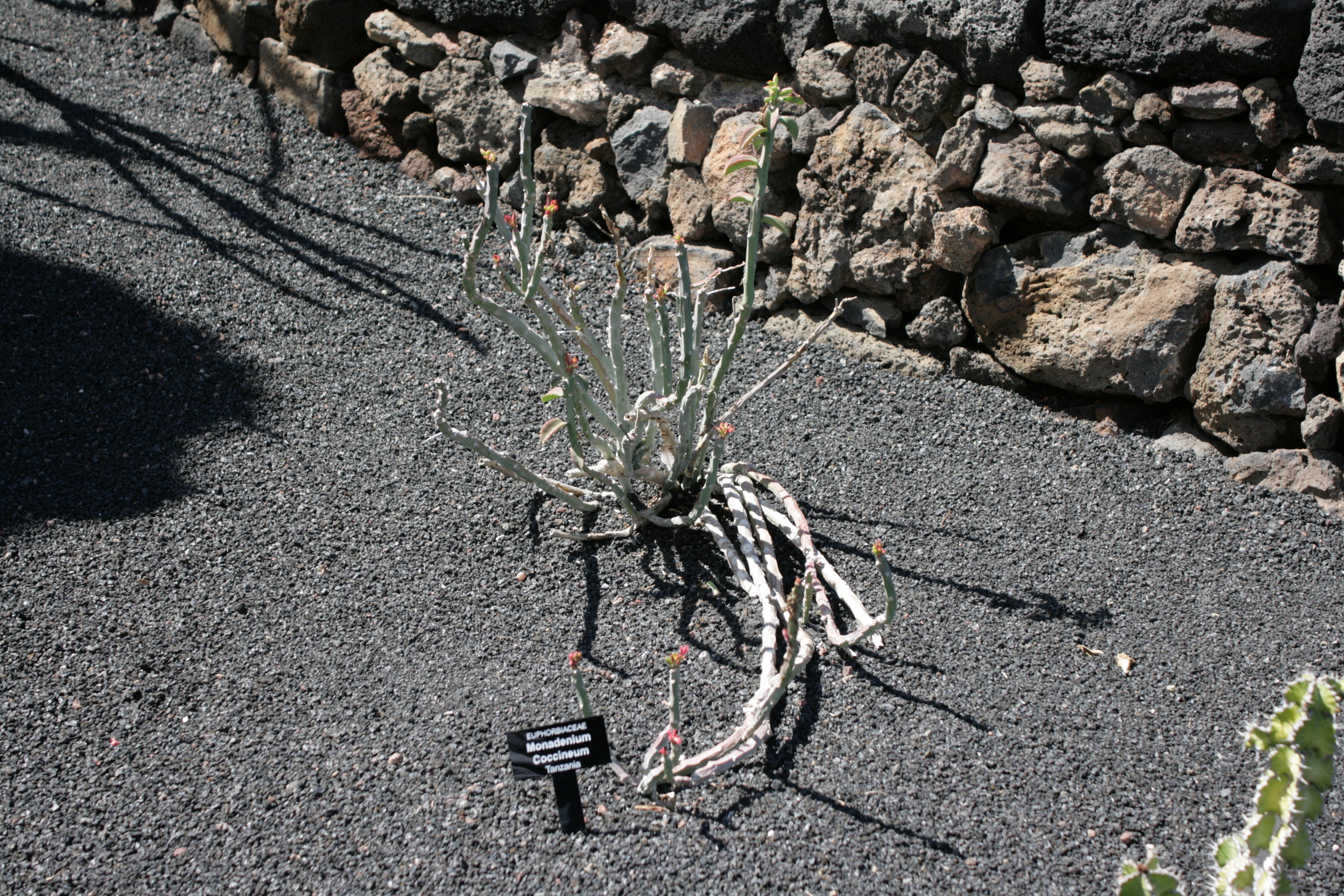